# Чмиль, Иван Григорьевич
 Иван Григорьевич Чмиль (22 июня 1921, Изюмский район — 5 января 2005, Изюмский район, Харьковская область) — старший воздушный стрелок 74-го гвардейского штурмового авиационного полка (1-я гвардейская штурмовая авиационная Сталинградская ордена Ленина Краснознамённая орденов Суворова 2-й степени и Кутузова 2-й степени дивизия, 1-я воздушная армия, 3-й Белорусский фронт), гвардии старшина, участник Великой Отечественной войны, кавалер ордена Славы трёх степеней.

## Биография
Родился 22 июня 1921 года в селе Андреевка (нынешний Изюмский район Харьковской области) в семье крестьянина. Украинец. Окончил 5 классов. Работал трактористом в колхозе «Прогресс».
В июне 1941 года был призван в Красную армию Изюмским райвоенкоматом. С августа 1941 года участвовал в боях с захватчиками, воевал на Северо-Западном и Калининском фронтах. Боевой путь начал в пехоте, шофёром в стрелковом полку. В декабре 1942 года был тяжело ранен в голову. После госпиталя был направлен в Троицкую военно-авиационную школу механиков, окончил 6-месячные курсы воздушных стрелков на штурмовик Ил-2. На фронт вернулся только в январе 1944 года. Оставшийся боевой путь прошёл в составе 74-го гвардейского штурмового авиационного полка воздушным стрелком.
К августу 1944 года гвардии старший сержант Чмиль произвёл 37 успешных боевых вылетов. Отличился в боях за освобождение Белоруссии, городов Орша, Борисов, Минск, Гродно, где участвовал в 28 вылетах. Умело отражал атаки вражеских истребителей и при отсутствии противника в воздухе успешно штурмовал цели на земле.
26 июня в воздушных боях в районе населённого пункта Молявка (3 км восточнее посёлка Бобр) и 15 июля южнее города Гродно отразил 5 атак вражеских истребителей, обеспечив пилоту условия для успешного выполнения боевых задач. 1 августа у населённого пункта Жвангучи (Литва) штурмовал в составе группы самолётов скопление противника, в результате чего было уничтожено 4 танка, 30 автомашин, взорваны склад с боеприпасами и 2 склада ГСМ, поражены около 80 солдат и офицеров врага. Был представлен к награждению орденом Отечественной войны 1-й степени.
Приказом по войскам 1-й воздушной армии от 27 августа 1944 года (№ 53/н) гвардии старший сержант Чмиль Иван Григорьевич награждён орденом Славы 3-й степени.
В январе 1945 года с началом Восточно-Прусской наступательной операции, при прорыве обороны противника на участке Пилькален — Гумбинен полк сопровождал 2-й танковый корпус. В этих боях за короткое время, только за неделю наступательных боёв произвёл 20 успешных боевых вылетов.
15 января в боевом вылете в районе населённого пункта Айменишкен юго-западнее города Шлооссберг (ныне — Добровольск, Калининградской области), действуя в составе шестёрки Ил-2, гвардии старший сержант Чмиль во втором обнаружил зенитную точку и точным огнём заставил её замолчать. 19 января в районе населённого пункта Краупишкена (Восточная Пруссия, ныне посёлок Ульяново Неманского района Калининградской области) в ходе штурмовых ударов по скоплениям врага экипаж вывел из строя 5 автомашин, 8 повозок, 3 огневые точки, свыше 40 гитлеровцев.
Гвардии старший сержант Чмиль Иван Григорьевич награждён орденом Славы 2-й степени. К апрелю 1945 года в боях в Восточной Пруссии произвёл ещё 40 успешных боевых вылетов, довёл общий счёт до 97, из них 14 — на разведку. Награждён орденом Отечественной войны 1-й степени.
8 апреля 1945 года в боях за город Кёнигсберг (Восточная Пруссия, ныне город Калининград) гвардии старший сержант Чмиль в составе экипажа совершил 2 боевых вылета: поразил полевое орудие вместе с расчётом и 2 зенитные пушки, сжёг 3 автомашины с военным грузом, истребил свыше 10 гитлеровцев. Был представлен к награждению орденом Славы 1-й степени.
Указом Президиума Верховного Совета СССР от 15 мая 1946 года гвардии старший сержант Чмиль Иван Григорьевич награждён орденом Славы 1-й степени. Стал полным кавалером ордена Славы.
В мае 1946 года гвардии старшина Чмиль был демобилизован. Вернулся в родное село, где работал комбайнером в колхозе.
Умер 5 января 2005 года.

## Награды
- Орден Отечественной войны I степени (22.04.1945)[3]
- Орден Славы 1-й (15.5.1946)[2], 2-й (07.02.1945)[4] и 3-й (27.08.1944)[2][5] степеней
- Орден Отечественной войны I степени (11.03.1985)[6]

- медали, в том числе:
  - «В ознаменование 100-летия со дня рождения Владимира Ильича Ленина» (6 апреля 1970)
  - «За победу над Германией» (9 мая 1945[7])
  - «20 лет Победы в Великой Отечественной войне 1941—1945 гг.» (7 мая 1965[8])
  - «30 лет Победы в Великой Отечественной войне 1941—1945 гг.»[9]
  - Медаль «Сорок лет Победы в Великой Отечественной войне 1941-1945 гг.»[10]
  - Юбилейная медаль «50 лет Победы в Великой Отечественной войне 1941—1945 гг.»[11]
  - Медаль «За взятие Кёнигсберга» (9 июня 1945[12])
  - «Ветеран труда»
  - «30 лет Советской Армии и Флота»[13]
  - «40 лет Вооружённых Сил СССР»[14]
  - «50 лет Вооружённых Сил СССР» (26 декабря 1967[15])
  - «60 лет Вооружённых Сил СССР» (28 января 1978[16])

- Знак «25 лет победы в Великой Отечественной войне» (1970)